# استفانو ساکتی
استفانو ساکتی (انگلیسی: Stefano Sacchetti؛ زادهٔ ۱۰ اوت ۱۹۷۲) بازیکن فوتبال اهل ایتالیا است.
از باشگاه‌هایی که در آن بازی کرده‌است می‌توان به باشگاه فوتبال سمپدوریا، باشگاه فوتبال مودنا، و باشگاه فوتبال پیاچنزا اشاره کرد.